# Batwoman: Elegy
Batwoman: Elegy ("Batwoman: Elegi") är en tecknad serie med Batwoman i huvudrollen, som skrevs av Greg Rucka, tecknades av J.H. Williams III och färglades av Dave Stewart. Den gavs ut av DC Comics, först i nummer 854–860 av tidningen Detective Comics, och sedan den 30 juni 2010 i en samlingsutgåva.

## Handling

### Bakgrund
Elegy utspelar sig efter Batmans förmodade död i serien Final Crisis, i den fiktiva staden Gotham City. Huvudpersonen är Batwoman, som försöker stoppa en kvinna vid namn Alice från att släppa lös gift i Gotham.